# Baependi
Baependi es un municipio brasilero del estado de Minas Gerais. Su población estimada en 2009 era de 18.745 habitantes.
Actualmente, la economía del municipio se basa en la agricultura, en el comercio, en las artesanías, en la comercialización de piedras de cuarzo y en el turismo, ya que la belleza natural es el fuerte de la ciudad, rodeada de montañas, bosques, ríos e incontables cascadas.